# Kozice Dolne (Lublin)
Kozice Dolne [pronunciación en polaco: /kɔˈʑitsɛ ˈdɔlnɛ/] es un pueblo ubicado en el distrito administrativo de Gmina Piaski, dentro del Condado de Świdnik, Voivodato de Lublin, en Polonia oriental. Se encuentra aproximadamente a 4 kilómetros al suroeste de Piaski, a 14 kilómetros al sureste de Świdnik, y a 22 kilómetros al sureste de la capital regional Lublin.